# Свети Димитър (Кормянско)
„Свети Димитър“ е православна църква в село Кормянско, северна България.

## История
Решението да се издигне православен храм в турското до Освобождението село е взето през 1883 г. През 1884 г. селяните с доброволен труд докарали необходимите материали за строежа. Понеже в селото нямало каменоделци, каменните стълбове за вътрешността били докарани от с. Радювене, Ловешко. Строежът започнал на следващата 1885 година. Строител бил Уста Павел Колев от Тревненско. Храмът бил завършен през 1888 г.

## Архитектура
Църквата е трикорабна, кръстокуполна, едноапсидна, без притвор, изградена от дялан камък, фугирана, с камбанария. Апсидата и рамената на трансепта са леко издадени от корпуса на сградата. Куполът е със заострен връх и лежи върху барабан, осветяван от осем прозореца. Покривната конструкция от четирите страни на сградата има кобилична форма – над входа, над апсидата и над двете рамена на трансепта. Макар и строен след Освобождението, архитектурата на храма е късновъзрожденска.
Църквата е богато осветена както от прозорците под купола, така и от тези отстрани на сградата. Емпорията е осветена от два по-малки прозореца, разположени над големите прозорци на входа и от два странични – по един от всяка страна на сградата. Белият цвят на стените придава допълнително усещане за светлина и простор. От емпорията по стълба се стига до камбанарията.

## Стенописи
Изографисването е дело на дебърските майстори Наум и Ненчо Илиеви.
Както е обичайно, над входа има изображение на патронния светец. Той държи копие в лявата и кръст в дясната ръка. Отвън входът се охранява от два ангела – по един от всяка страна. Този отляво върху кърпа в ръцете си държи съд, в който са поставени уредите на мъченията на Христос – копие и пръчка с гъба, а другият отдясно, отново върху кърпа, държи кръст. Пространството над главите им до възпоменателния надпис е запълнено с флорални мотиви в сини тонове, които отлично изпъкват на слъчневожълтия фон. В основата на големите мотиви има по-малки, трилистни, в тухлено червено. И големите, и по-малките мотиви не представят реални растения.
Над ангелите на входа на черквата стои следният възпоменателен надпис: „Сей божественъ храмъ святаго великомучерника Димитрия съградися в лето Христово 1888. С. Кормянско“. Отвътре храмът е измазан и варосан в бяло, но не е изписан. Върху много от иконите и утварите се четат дарствени надписи с имената на хора от селото, с чиито средства са изрисувани или изработени някои от елементите от украсата на храма. Поради ограничените финансови възможности на местните жители, пространствата между отделните икони и регистрите не са изпълнени, както е обичайно, с дърворезба, а са дъсчени, оцветени в бледосиво и имитиращи мрамор.
След като царските двери са откраднати, на тяхно място са поставени нови двери, различни по стил от останалата част на иконостаса. Те също са таблични и без дърворезба, но са боядисани в кафяво и изглеждат не на място на фона на бледосивата, имитираща мрамор олтарна преграда. Както е традиционно, върху дверите е изобразена сцената Благовещение, а под нея са образите на св. Григорий и св. Василий. Най-отгоре в медальони се виждат светите пророци Соломон и Давид със свитъци в ръце.

## Иконостас
Иконостасът е късновъзрожденски, триделен, като страничните крила са леко издадени под ъгъл напред, към вътрешността на храма. Вероятно негов автор е майстор Павел Колев, тъй като той е правел и семпли струговани иконостаси. Що се отнася до царските двери и венчилката, по стилови особености те определено са били дело на майстори от Тревненската художествена школа. След Освобождението зимно време, когато не са на гурбет, тревненските майстори често изработвали типови царски двери, венчилки и амвони, по чиито размерите след това след това са правени иконостасите за по-бедни енории.